# Eisenbahnunfall von Baptiste Creek
Der Eisenbahnunfall von Baptiste Creek war der Auffahrunfall eines Schnellzugs auf einen Bauzug am 27. Oktober 1854 in der Nähe des Bahnhofs Baptiste Creek (heute Jeannettes Creek) in Chatham-Kent, Ontario, Kanada, der auf der Great Western Railway von Niagara Falls nach Windsor unterwegs war. 52 Tote waren die Folge.

## Ausgangslage
Der Schnellzug hatte am Vorabend des Unfalltages Niagara Falls verlassen. Er bestand aus einer Dampflokomotive mit Schlepptender, anschließend zwei Wagen der zweiten Wagenklasse und vier Wagen der ersten Klasse. Am Schluss liefen zwei Gepäckwagen. Unterwegs sammelte der Zug durch eine Reihe von Widrigkeiten eine Verspätung von sieben Stunden an.
Im Bahnhof Baptiste Creek war auf einem Überholgleis ein Bauzug bereitgestellt, der aus einer Lokomotive und 15 mit Schotter beladenen Güterwagen bestand und darauf wartete, nach Passieren des letzten Zuges für eine Reparatur am Gleisbett eingesetzt zu werden. Es war neblig.

## Unfallgeschehen
Nachdem der Fahrdienstleiter des Bahnhofs Baptiste Creek dem Lokomotivführer des Bauzuges irrtümlich bestätigt hatte, dass die Strecke frei sei, weil der Schnellzug schon passiert habe, drückte dieser den Bauzug rückwärts mit 15 bis 20 km/h auf das Streckengleis. Der Schnellzug tauchte unvermittelt aus dem Nebel auf und prallte mit Reisegeschwindigkeit auf die Schotterwagen. Diese waren sehr schwer beladen und hatten deshalb eine erhebliche Masseträgheit. Die Energie des Aufpralls wurde deshalb weitgehend dadurch aufgefangen, dass die überwiegend aus Holz gebauten Reisezugwagen zertrümmert wurden. Die beiden vorne laufenden Wagen zweiter Klasse und der erste halbe Wagen erster Klasse wurden völlig zerstört.

## Folgen
Es war der bis dahin schwerste Eisenbahnunfall in Nordamerika. 52 Menschen kamen ums Leben, 48 (nach anderer Quelle: 60) wurden verletzt. Ein erheblicher Teil der getöteten Fahrgäste waren deutsche Emigranten auf dem Weg in die USA.